# Phyllaristomyia fiebrigi
Phyllaristomyia fiebrigi är en tvåvingeart som beskrevs av Townsend 1931. Phyllaristomyia fiebrigi ingår i släktet Phyllaristomyia och familjen parasitflugor. Inga underarter finns listade i Catalogue of Life.